# Acción del 31 de marzo de 1800
La acción del 31 de marzo de 1800 fue un enfrentamiento naval ocurrido durante las guerras revolucionarias francesas librado entre un escuadrón de la Royal Navy y un navío de línea de la Armada francesa frente a Malta en el mar Mediterráneo. En marzo de 1800, La Valeta, la capital maltesa, había estado bajo asedio durante dieciocho meses y los suministros de alimentos estaban severamente agotados, un problema exacerbado por la interceptación y derrota de un convoy de reabastecimiento francés a mediados de febrero. En un esfuerzo por obtener simultáneamente ayuda de Francia y reducir el número de personal mantenido en la ciudad, el comandante naval en la isla, el contraalmirante Pierre Charles Silvestre de Villeneuve, ordenó a su subordinado el contraalmirante Denis Decrès que se hiciera a la mar con el gran barco de línea Guillaume Tell, que había llegado al puerto poco antes de que comenzara el asedio en septiembre de 1798. Más de 900 hombres fueron llevados a bordo del barco, que debía navegar hacia Tolón al amparo de la oscuridad el 30 de marzo.
Los británicos habían mantenido un bloqueo frente a Malta desde el comienzo del asedio, aparentemente dirigido por el contraalmirante Lord Nelson, quien en marzo de 1800 estaba desafiando una orden directa de su oficial superior George Elphinstone al permanecer en Palermo con su amante Emma Hamilton. En su ausencia, el bloqueo estaba bajo el mando del capitán Manley Dixon del HMS Lion y el capitán de bandera de Nelson, Edward Berry, quienes fueron notificados de la partida de Decrés por la fragata patrullera HMS Penelope y lo persiguieron. El gran barco de la línea fue inicialmente atacado por Penelope, que maniobró alrededor de la popa de Guillaume Tell, causando graves daños y retrasando el barco francés lo suficiente como para que Berry pusiera en acción a su escuadrón. A pesar de ser muy superado en número, Decrés continuó luchando durante más de tres horas, luchando contra dos barcos británicos, pero finalmente incapaz de resistir el peso combinado de los ataques de Berry. Las bajas y los daños fueron severos en ambos lados, y el desafío del barco francés fue celebrado en ambos países como una valiente defensa contra probabilidades abrumadoras.

## Antecedentes
En mayo de 1798, una flota francesa al mando del general Napoleón Bonaparte cruzó el mar Mediterráneo, navegando hacia Egipto. Haciendo una pausa en Malta el 9 de junio, Bonaparte desembarcó soldados y se apoderó de la isla dejando una considerable guarnición francesa en La Valeta bajo el mando del general Claude-Henri Belgrand de Vaubois, mientras que el resto de la flota continuó hacia Alejandría. Después del exitoso desembarco en Egipto, Bonaparte marchó tierra adentro al frente de su ejército. La flota ancló en la bahía de Aboukir para apoyar a las tropas en tierra y fue sorprendida y casi completamente destruida el 1 de agosto por una flota británica bajo el mando del contraalmirante Sir Horatio Nelson. Solo dos navíos de línea y dos fragatas escaparon de la Batalla del Nilo de los 17 barcos franceses que participaron en la acción. De los sobrevivientes, el barco de la línea Généreux navegó hacia Corfú, mientras que Guillaume Tell, bajo el mando del contraalmirante Pierre-Charles Villeneuve, llegó a Malta con las dos fragatas.
Cuando Villeneuve llegó a Malta en septiembre de 1798, la isla ya estaba en crisis: la disolución de la Iglesia católica en la isla bajo el dominio francés había sido muy impopular entre la población maltesa, que obligó a la guarnición francesa a retirarse a la fortaleza de La Valeta el 2 de septiembre. A principios de octubre, las tropas británicas y portuguesas habían complementado a los irregulares malteses, mientras que un escuadrón naval vigilaba el puerto de La Valeta, para evitar cualquier esfuerzo francés para reabastecer y reforzar la guarnición. Aunque pequeñas cantidades de material llegaron a La Valeta desde Francia a principios de 1799, a principios de 1800 ningún barco había llegado durante más de siete meses, y la guarnición estaba cerca de la inanición. En un esfuerzo por reabastecer a la guarnición, los franceses enviaron un convoy desde Toulon en febrero de 1800, pero los barcos fueron interceptados frente a Malta por un escuadrón bajo Nelson el 17 de febrero y en la batalla subsiguiente el buque insignia Généreux fue capturado y el contraalmirante Jean-Baptiste Perrée fue asesinado.
Sin los suministros de Perrée, la guarnición se enfrentó a una continua escasez de alimentos, y en marzo Vaubois y Villeneuve decidieron enviar una solicitud urgente de apoyo a Francia. Para esta operación eligieron el Guillaume Tell de 80 cañones bajo el mando del capitán Saulnier, en parte porque la condición y el tamaño del barco permitieron a Vaubois embarcar a más de 900 hombres a bordo, muchos de los cuales estaban enfermos o heridos. El contraalmirante Denis Decrès tenía el mando del barco y Vaubois y Villeneuve confirmaron la fecha de salida para el 30 de marzo. Mientras los franceses preparaban esta expedición, los británicos mantenían su bloqueo, aunque sin su comandante. Nelson, desafiando órdenes específicas de su oficial al mando Lord Keith, se había retirado a Palermo en Sicilia para estar con Emma, Lady Hamilton, la esposa del embajador británico Sir William Hamilton con quien Nelson estaba llevando a cabo una relación adúltera. En su ausencia, el mando había pasado al capitán Sir Thomas Troubridge en el HMS Culloden y luego al capitán Manley Dixon en el HMS Lion.

## Acción
A las 23:00 del 30 de marzo, con un fuerte viento del sur, Guillaume Tell zarpó de La Valeta, Decrés con la esperanza de utilizar la capa de oscuridad para escapar del bloqueo británico. Dixon había desplegado sus barcos alrededor de la isla, con La Valeta vigilada por la fragata HMS Penelope bajo el mando del capitán Henry Blackwood. A las 23:55, los vigías de Blackwood vieron a Guillaume Tell y el capitán lo persiguió, ordenando al bergantín HMS Menorca bajo el mando del comandante George Miller que transmitiera el mensaje a Dixon, cuyos barcos eran visibles en la distancia. Blackwood también intentó señalar su descubrimiento a su oficial al mando mientras Penelope lo perseguía.
Blackwood ganó rápidamente en el barco de la línea y a las 00:30 la fragata estaba dentro del alcance, deteniéndose bajo la popa de Guillaume Tell y comenzando un fuego constante al que Decrés solo podía responder con sus perseguidores de popa, cañones ligeros situados en la popa del barco. Decrés reconoció que si se detenía para enfrentarse a Penélope, el resto del escuadrón de Berry, visible en el horizonte hacia el sur, pronto lo abrumaría. Por lo tanto, continuó navegando hacia el noreste, con la esperanza de que su pesado barco de línea pudiera superar a la fragata ligera y rápida. Sin embargo, Penelope era demasiado rápida, y Blackwood manejó su barco con considerable habilidad, logrando pasar la popa de Decrés repetidamente y verter varios rastrillos en el barco francés.

La captura del 'Guillaume Tell', 31 de marzo de 1800 por Nicholas Pocock

El ataque de Blackwood fue tan exitoso que al amanecer del 31 de marzo Guillaume Tell había perdido sus mástiles principales y mizen y su patio principal, reduciendo considerablemente la velocidad a la que Decrés podía viajar. El barco francés también había sufrido grandes bajas en el intercambio, pero Penélope había perdido solo un hombre muerto y tres heridos, y estaba casi intacto. Los refuerzos británicos llegaban ahora desde el sur: el HMS Lion de 64 cañones bajo el mando del capitán Dixon había recibido la advertencia de Menorca a la 01:00 e inmediatamente navegó en su persecución, enviando el bergantín al capitán Sir Edward Berry en el HMS Foudroyant, que se encontraba a cierta distancia de sotavento. A las 05:00, Dixon estaba lo suficientemente cerca como para enfrentarse, pasando entre Penelope y Guillaume Tell y disparando un triple disparo hacia el lado de babor del barco francés. Disparando por delante del ahora lento Guillaume Tell, Lion cruzó las proas de su oponente y disparó el foque, lo que permitió a Dixon mantener una posición a través de la proa, rastrillando el barco francés desde un extremo mientras Penelope hacía lo mismo con el otro. Durante estas maniobras, el barco de Dixon se había enredado brevemente con el aparejo de Guillaume Tell, y dos esfuerzos decididos para abordar el barco británico habían sido expulsados cuando los barcos se desenredaron.
Durante media hora, Lion continuó disparando contra el Guillaume Tell más grande, pero Dixon no pudo mantener su barco completamente fuera del alcance de los broadsides franceses y a las 05:30 el daño posterior mostró un efecto, Lion retrocedió y cayó detrás del barco francés, aunque permaneció dentro del alcance junto a Penelope. A las 06:00, Guillaume Tell fue atacado por tercera vez, cuando el propio Berry alcanzó a los barcos de batalla en Foudroyant y tiró a lo largo de la banda de estribor del barco francés de la línea. Berry aclamó a Decrés para exigir su rendición, y acompañó la demanda con un triple disparo, a lo que Decrés respondió con fuego de sus propias armas. Foudroyant volaba un juego completo de velas y, por lo tanto, sufrió graves daños en su aparejo en el intercambio de apertura, la velocidad adicional proporcionada por esta plataforma obligó a Foudroyant a adelantarse al buque francés. Después de trabajar junto a Guillaume Tell, Berry reanudó el fuego que rápidamente arrancó gran parte del aparejo francés restante, permitiendo que Lion y Penelope regresaran a la batalla mientras Foudroyant regresaba para hacer reparaciones urgentes.
A las 06:30 el barco francés había perdido sus mástiles principal y mizen, Foudroyant regresó a la batalla a tiempo para colapsar el mástil delantero a las 08:00. A las 08:20, sin medios para hacer la vela y con los restos oscureciendo la mayoría de sus cubiertas de cañones, Decrés se rindió para evitar cualquier pérdida de vidas más, infructuosa. Su barco estaba en peligro: la falta de mástiles y los fuertes vientos hicieron que rodara tan severamente que los puertos de cañones de la cubierta inferior tuvieron que cerrarse para evitar que el barco se hundiera. Las bajas en el barco francés ascendieron a más de 200, de una tripulación de más de 900, con Decrés y Saulnier gravemente heridos. Las pérdidas británicas fueron menores, con ocho muertos y 64 heridos, incluido Berry, en Foudroyant, ocho muertos y 38 heridos en Lion y un muerto y tres heridos (uno fatalmente) en Penélope. El daño se distribuyó de manera desigual, Foudroyant sufrió más severamente, con el casco y todos los mástiles dañados, el mizzenmast tan gravemente que se derrumbó aproximadamente a las 12:00, hiriendo a cinco hombres más. Lion fue gravemente golpeado, aunque no tan severamente como Foudroyant, mientras que Penelope solo sufrió daños leves en los mástiles y aparejos. La batalla, que había comenzado a la vista de Malta, había concluido aproximadamente a 21 millas náuticas (39 km) al suroeste del cabo Passaro en Sicilia.

## Secuelas
Tanto Foudroyant como Lion estaban demasiado maltratados para proporcionar un remolque efectivo al barco francés descascarado, y como resultado Penelope tuvo que llevar al destrozado Guillaume Tell a Siracusa en Sicilia. Finalmente, el barco fue reparado lo suficiente para el viaje a Gran Bretaña, y se agregó a la Royal Navy bajo el nombre HMS Malta. Malta fue, con el HMS Tonnant capturado dos años antes en el Nilo, el más poderoso de tercera clase en la flota británica, y sirvió durante muchos años, participando en la Batalla del Cabo Finisterre en 1805.

Los oficiales británicos fueron elogiados por la captura de Guillaume Tell, el último barco francés sobreviviente de la línea que escapó de la Batalla del Nilo: Nelson, quien por su ausencia había «perdido lo que de hecho habría sido la gloria suprema de su carrera mediterránea», escribió a Berry que «su conducta y carácter en la gloriosa ocasión tardía estampa su fama más allá del alcance de la envidia». Sin embargo, a pesar de los elogios de Nelson, Berry en particular recibió críticas posteriores, especialmente del historiador William James, quien escribió en su historia del conflicto de 1827 que:
«Si el Foudroyant, solo, se hubiera encontrado con el Guillaume-Tell, el combate habría sido entre dos de los barcos más poderosos que se habían encontrado; y, aunque la ligera inferioridad de fuerza del Foudroyant, siendo principalmente en número de hombres, no era de la que un capitán británico se quejaría, aún así las posibilidades eran iguales, que el Guillaume-Tell, tan galantemente tripulado, y tan hábilmente comandado, saliera del conquistador».

- William James, 1827.
James, en cambio, atribuyó la mayor parte de los elogios por la victoria a Blackwood y Dixon, cuyos barcos fueron superados en gran medida por Guillaume Tell, pero que presionaron con éxito sus ataques con la intención de retrasar la retirada francesa. También elogió a Decrés por su conducta en el combate, afirmando que «una defensa más heroica que la del Guillaume-Tell no se encuentra entre los registros de acciones navales». El primer cónsul Napoleón Bonaparte llegó a una conclusión similar, y cuando Decrés fue intercambiado poco después de la batalla, se le presentaron los armes d'honneur, más tarde convertidos a miembros de la Legión de Honor. También se le concedió el cargo de prefecto marítimo del puerto vizcaíno de Lorient.
A bordo del Guillaume Tell, los británicos encontraron evidencia de la gravedad de la escasez de alimentos en La Valeta: «lo único que se encontró en La Guillaume Tell fue la pata de una mula, colgada por seguridad y su uso especial de la galera de popa del almirante». La noticia de la captura de Guillaume Tell fue inmediatamente pasada a Vaubois por los sitiadores británicos, junto con una demanda de que entregara la isla. El general francés, a pesar de la disminución de los suministros de alimentos, se negó, declarando «Cette place est en trop bon état, et je suis moi-même trop jaloux de bien servir mon pays et de conserver mon honneur, pour écouter vos propositions». («Este lugar está en una situación demasiado buena, y soy demasiado consciente del servicio de mi país y de mi honor, para escuchar sus propuestas»). A pesar del desafío de Vaubois, la guarnición se estaba muriendo de hambre rápidamente, y aunque el comandante francés resistió hasta el 4 de septiembre, finalmente se vio obligado a entregar La Valeta y todo su equipo militar a los británicos.